# 科斯基峰
科斯基峰（英語：Kosky Peak），是南極洲的山峰，位於帕爾默地，處於諾德希爾山以南3公里，在1974年由美國地質調查局繪入地圖，現時由南極條約體系管理。